# Бајица-Плај (Бихор)
Бајица-Плај (рум. Băița-Plai) насеље је у Румунији у округу Бихор у општини Нучет. Oпштина се налази на надморској висини од 566 m.

## Становништво
Према подацима из 2002. године у насељу је живело 99 становника.

### Попис2002.
| Расподела становништва по националности 2002.‍ | Расподела становништва по националности 2002.‍ | Расподела становништва по националности 2002.‍ | Расподела становништва по националности 2002.‍ | Расподела становништва по националности 2002.‍ |
| --------------------------------------------- | --------------------------------------------- | --------------------------------------------- | --------------------------------------------- | --------------------------------------------- |
|                                               |                                               |                                               |                                               |                                               |
| Румуни                                        | Румуни                                        |                                               | 92                                            | 94,8%                                         |
| Роми                                          | Роми                                          |                                               | 5                                             | 5,2%                                          |